# Rosidae
Rosidae var en underklass i den äldre klassificeringen Cronquistsystemet. Den indelades i ordningar:
- Apiales
- Celastrales
- Cornales
- Euphorbiales
- Fabales
- Geraniales
- Haloragales
- Linales
- Myrtales
- Podostemales
- Polygalales
- Proteales
- Rafflesiales
- Rhamnales
- Rhizophorales
- Rosales
- Santalales
- Sapindales

I nyare klassificeringssystem finns en undergrupp bland trikolpaterna som kallas rosider och som inte ska förväxlas med Rosidae.
Systematik: Organismer, Domän: Eukaryota, Rike: Växtriket , Division: Kärlväxter, Klass: Tvåhjärtbladiga , Underklass: Rosidae